# Liste der Bodendenkmäler in Mittelstetten (Oberbayern)
Auf dieser Seite sind die Bodendenkmäler in der oberbayerischen Gemeinde Mittelstetten zusammengestellt. Diese Tabelle ist eine Teilliste der Liste der Bodendenkmäler in Bayern. Grundlage ist die Bayerische Denkmalliste, die auf Basis des Bayerischen Denkmalschutzgesetzes vom 1. Oktober 1973 erstmals erstellt wurde und seither durch das Bayerische Landesamt für Denkmalpflege geführt wird. Die folgenden Angaben ersetzen nicht die rechtsverbindliche Auskunft der Denkmalschutzbehörde.

## Bodendenkmäler der Gemeinde Mittelstetten

### Bodendenkmäler in der Gemarkung Mittelstetten
| Lage                                           | Objekt | Akten-Nr.     | Bild                                              |
| ---------------------------------------------- | --- | ------------- | ------------------------------------------------- |
| Mittelstetten (Standort)                       | Grabhügel vorgeschichtlicher Zeitstellung. | D-1-7732-0014 |                                                   |
| Mittelstetten (Standort)                       | Siedlung und Verhüttungsplatz des späten Mittelalters. | D-1-7732-0020 |                                                   |
| Mittelstetten (Standort)                       | Siedlung vorgeschichtlicher Zeitstellung, unter anderem der Latènezeit, Villa rustica der römischen Kaiserzeit sowie Körperbestattungen vor- und frühgeschichtlicher Zeitstellung.                      | D-1-7732-0106 |                                                   |
| Mittelstetten (Standort)                       | Untertägige spätmittelalterliche und frühneuzeitliche Befunde im Bereich der Katholischen Pfarrkirche St. Sylvester in Mittelstetten und ihres Vorgängerbaus. Siehe auch: St. Sylvester (Mittelstetten) | D-1-7732-0135 | weitere Bilder                                    |
| Mittelstetten (Standort)                       | Untertägige spätmittelalterliche und frühneuzeitliche Befunde im Bereich der Katholischen Kapelle St. Katharina in Hanshofen. Siehe auch: Hanshofen                                                     | D-1-7732-0137 | spätmittelalterliche und frühneuzeitliche Befunde |
| Mittelstetten St.-Johannes-Straße 6 (Standort) | Untertägige spätmittelalterliche und frühneuzeitliche Befunde im Bereich der Katholischen Filialkirche St. Johannes und Michael in Vogach und ihres Vorgängerbaus. Siehe auch: Vogach                   | D-1-7732-0144 | spätmittelalterliche und frühneuzeitliche Befunde |

### Bodendenkmäler in der Gemarkung Oberdorf
| Lage                | Objekt | Akten-Nr.     | Bild           |
| ------------------- | --- | ------------- | -------------- |
| Oberdorf (Standort) | Grabhügel mit Bestattungen der Hallstattzeit. | D-1-7732-0015 |                |
| Oberdorf (Standort) | Grabhügel vorgeschichtlicher Zeitstellung. | D-1-7732-0016 |                |
| Oberdorf (Standort) | Untertägige frühneuzeitliche Befunde im Bereich der Katholischen Filialkirche St. Sebastian in Oberdorf und ihres Vorgängerbaus. Siehe auch: Oberdorf (Mittelstetten) | D-1-7732-0140 | weitere Bilder |

### Bodendenkmäler in der Gemarkung Tegernbach
| Lage                                       | Objekt | Akten-Nr.     | Bild           |
| ------------------------------------------ | --- | ------------- | -------------- |
| Tegernbach (Standort)                      | Siedlung der römischen Kaiserzeit. | D-1-7732-0012 |                |
| Tegernbach (Standort)                      | Ringwall des frühen Mittelalters (Burgholz). Siehe auch: Ringwall Mittelstetten                                                                                     | D-1-7732-0017 | weitere Bilder |
| Tegernbach St.-Stephan-Straße 2 (Standort) | Untertägige mittelalterliche und frühneuzeitliche Befunde im Bereich der Katholischen Filialkirche St. Stephan und Magdalena in Tegernbach und ihres Vorgängerbaus. | D-1-7732-0142 | weitere Bilder |